# Aizarnazabal
Aizarnazabal és un municipi de Guipúscoa, de la comarca d'Urola-Costa.

## Eleccions municipals 2007
Tres partits van lluitar per l'ajuntament del municipi; EAE-ANB, EAJ-PNB i Pàg. Aquests van ser els resultats: 
- Eusko Abertzale Ekintza - Acció Nacionalista Basca : 281 vots (6 escons)
- Eusko Alderdi Jeltzalea - Partit Nacionalista Basc : 78 vots (1 escó)
- Partit Popular : 2 vots (0 escons)

Amb aquestes dades, es va convertir en alcaldessa Aizpea Manterola Salaberria, per part de l'esquerra abertzale EAE-ANB, assolint la majoria absoluta, pels seus 6 escons, deixant a EAJ-PNB amb un solament, i deixant al Partit Popular sense representació a causa del fet que solament va aconseguir dos vots en tota la localitat.

## Localització
El poble està situat en la vall del riu Urola. Pertany a la comarca d'Urola-Costa. Limita amb els municipis de Zumaia al nord, Zestoa al sud i oest i Aia a l'est.

## Història
El nom de la població vol dir pla d'Aizarna en basc, sent Aizarna un poble veí situat a major altura i que pertany actualment al municipi de Zestoa. Hom creu que Aizarna va ser la primera població de la zona i que des d'allí va ser poblat Aizarnazabal que es trobava en el fons de la vall de l'Urola. Des d'antic Aizarnazabal va formar un mateix concejo amb la veïna vall d'Oiquina. En el segle xiv ambdues poblacions van quedar adscrites a la circumscripció de la vila de Zumaia, encara que conservant certa autonomia. En el segle xix es van produir diversos intents de desanexión del concejo d'Aizarnazabal. En 1821 es va crear un ajuntament independent, però va ser revocat en 1823. En 1842 es va produir un nou intent, però els veïns d'Oikina van votar en contra de la desanexió pel que aquesta va fracassar. Finalment l'ajuntament d'Aizarnazabal es va constituir en 1845 com ajuntament, encara que Oikina va romandre unida a Zumaia.

## Economia
Tradicionalment Aizarnazábal era un municipi rural, però a partir de la dècada de 1960 es van instal·lar diverses empreses (pimes) aprofitant els terrenys plans dels quals disposava el municipi. Les empreses més significatives instal·lades al municipi l'any 2007 eren:
- Kitmar Engineering SL: Fabrica components per a portes corredisses i ferratges. Té uns 50 empleats.
- Manufacturas Ibero-Germanas S.A. (MIGSA): Fabrica d'accessoris per al maneig i emmagatzematge de sòlids a orri.
- Obe-Hettich, SL: fundada com Obe SL en 1968. Des de 1979 és filial del grup alemany Hettich International. Fabrica ferratges per a mobles. És l'empresa amb més treballadors del municipi, amb uns 150 treballadors entre les societats que la componen.
- Plastinka SA: Fundada en 1974. Empresa de matriceria i fabricació de peces de plàstic. Té una mica més de 100 treballadors.
- Zubialde SA: és una empresa paperera situada a la vora del riu Urola. Va ser creada de 1985 i té prop de 75 treballadors. Fabrica pasta de paper.

## Persones il·lustres
- Juan de Mancisidor: Membre del Consell de Guerra durant el regnat de Felip III d'Espanya i secretari dels estats i exèrcits de Flandes en el segle xvii